# 3229 Solnhofen
3229 Solnhofen (A916 PC) là một tiểu hành tinh vành đai chính được phát hiện ngày 9 tháng 8 năm 1916 bởi H. Thiele ở Bergedorf.